# Liolaemus maldonadae
Liolaemus maldonadae är en ödleart som beskrevs av  Núñez 1991. Liolaemus maldonadae ingår i släktet Liolaemus och familjen Tropiduridae. IUCN kategoriserar arten globalt som otillräckligt studerad. Inga underarter finns listade i Catalogue of Life.